# О’Ши, Конор
Конор Майкл Патрик О'Ши (англ. Conor Michael Patrick O’Shea, родился 21 октября 1970 в Лимерике) — ирландский регбист, игравший на позиции фуллбэка; в последнее время работал главным тренером сборной Италии по регби.

## Карьера игрока
Регби увлёкся в колледже. Первый тренер — Джон Макклин. Выступал за команды «Лэнсдаун» и «Ленстер» в Ирландии, с последней выиграл чемпионат провинций Ирландии и дебютировал в первом Кубке Хейнекен в игре против «Милана». Играл также в Англии в составе «Лондон Айриш», в 127 играх набрал 412 очков (благодаря 62 попыткам). В 1999 году признан лучшим игроком чемпионата Англии (при поддержке спонсора Zurich Insurance Group). В составе сборной Ирландии провёл 35 игр, набрал 44 очка (шесть попыток). Участник чемпионатов мира 1995 и 1999 годов. В ноябре 2000 года получил тяжёлую травму лодыжки в матче против «Глостера», а на следующий год завершил карьеру игрока.

## Карьера тренера
С 2001 по 2005 годы О'Ши был директором клуба «Лондон Айриш» (в 2002 году выиграл приз лучшего директора регбийного клуба вместе с Бренданом Вентером благодаря победе в Англо-валлийском кубке над «Нортгемптон Сэйнтс»). С 2005 по 2008 годы работал в Регбийном союзе Англии, руководя сетью 14 академий регби в Англии и готовя игроков для сборной. В 2007 году привлекался консультантом и психологом для сборной Англии перед играми с Ирландией, рассказывая игрокам об истории противостояния и политической подоплёке. С 2008 года был национальным директором Английского института спорта. В 2010—2016 годы О'Ши — директор клуба «Харлекуинс». Также он работает экспертом на телерадиокомпании RTÉ.
25 марта 2016 года Конор О'Ши был назначен главным тренером сборной Италии, включив в тренерский штаб англичанина Майка Кэтта. При нём в 2016 году сборная Италии 19 ноября впервые в истории одержала победу над ЮАР со счётом 20:18, но при этом провалила Кубок шести наций 2017. На Кубке шести наций 2018 года сборная Италии впервые с 2015 года взяла очки, получив бонусное очко в игре против Шотландии (поражение 27:29).

## Личная жизнь

### Образование
Окончил Теренурский колледж в Дублине, где увлекался регби. Высшее образование получил в Дублинском университетском колледже по специальности «коммерция», а также диплом по юриспруденции в Дублинском институте технологии и научную степень в спортивном менеджменте от Спортивной академии США.

### Семья
Сын игрока в гэльский футбол Джерома О’Ши, Всеирландского чемпиона в составе сборной графства Керри (1953, 1955, 1959).